# 约翰·法夸尔·富尔顿

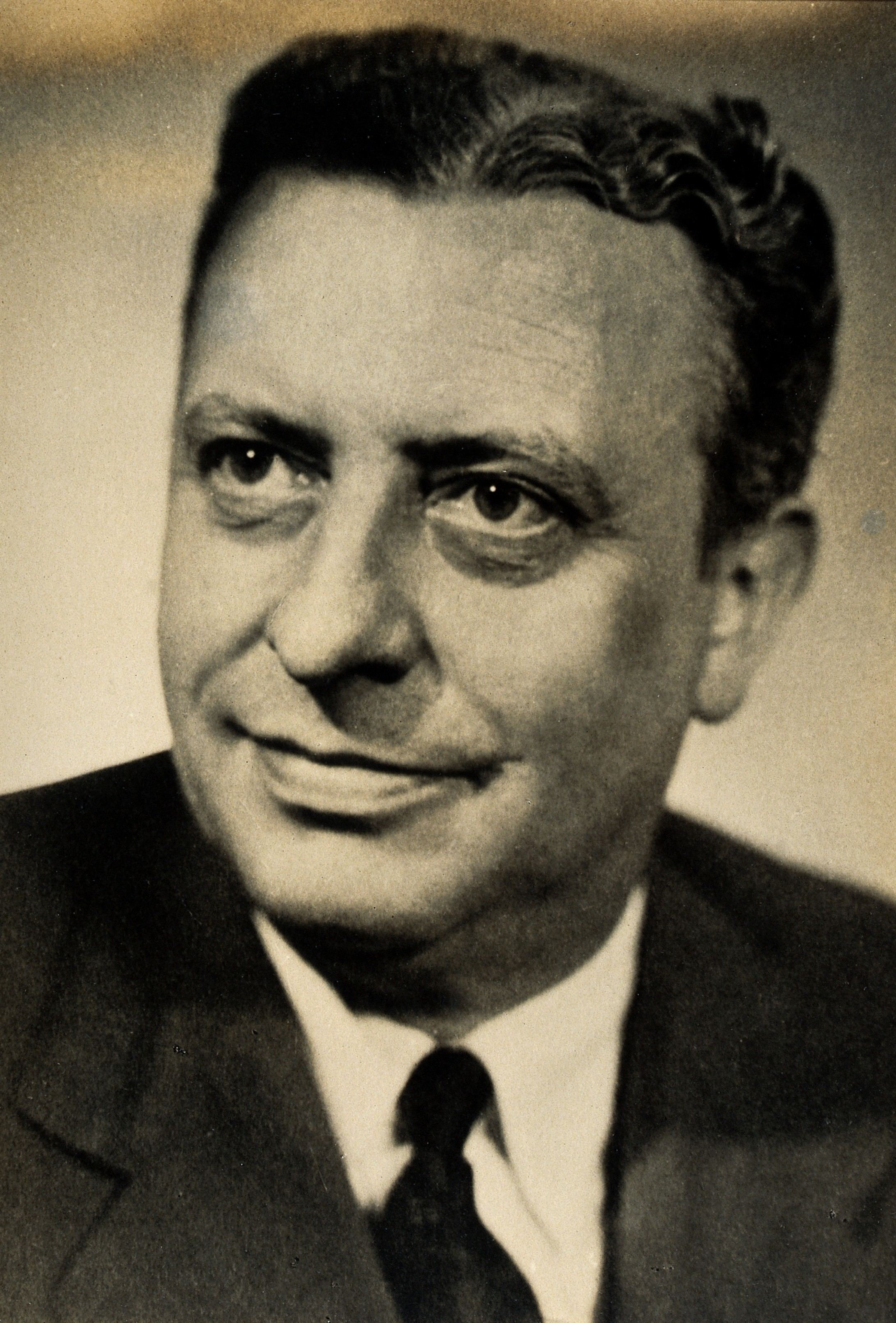
约翰·法夸尔·富尔顿

约翰·法夸尔·富尔顿（英語：John Farquhar Fulton，1899年11月1日—1960年5月29日），享誉遐迩的神经生理学大师，曾任教美国耶鲁大学，著有《神经系统生理学》(Physiology of the Nervous System. Textbook. 1938.)，于1960年病逝。没有子女。

## 外部連結
- IBRO 1961-2011
- American Physiological Society(APS) （页面存档备份，存于）